# Collezione Rovini
La Collezione Rovini è un museo privato con sede a Treschè Conca di Roana, in provincia di Vicenza, che fa parte della rete territoriale Musei Altovicentino.

## Sede

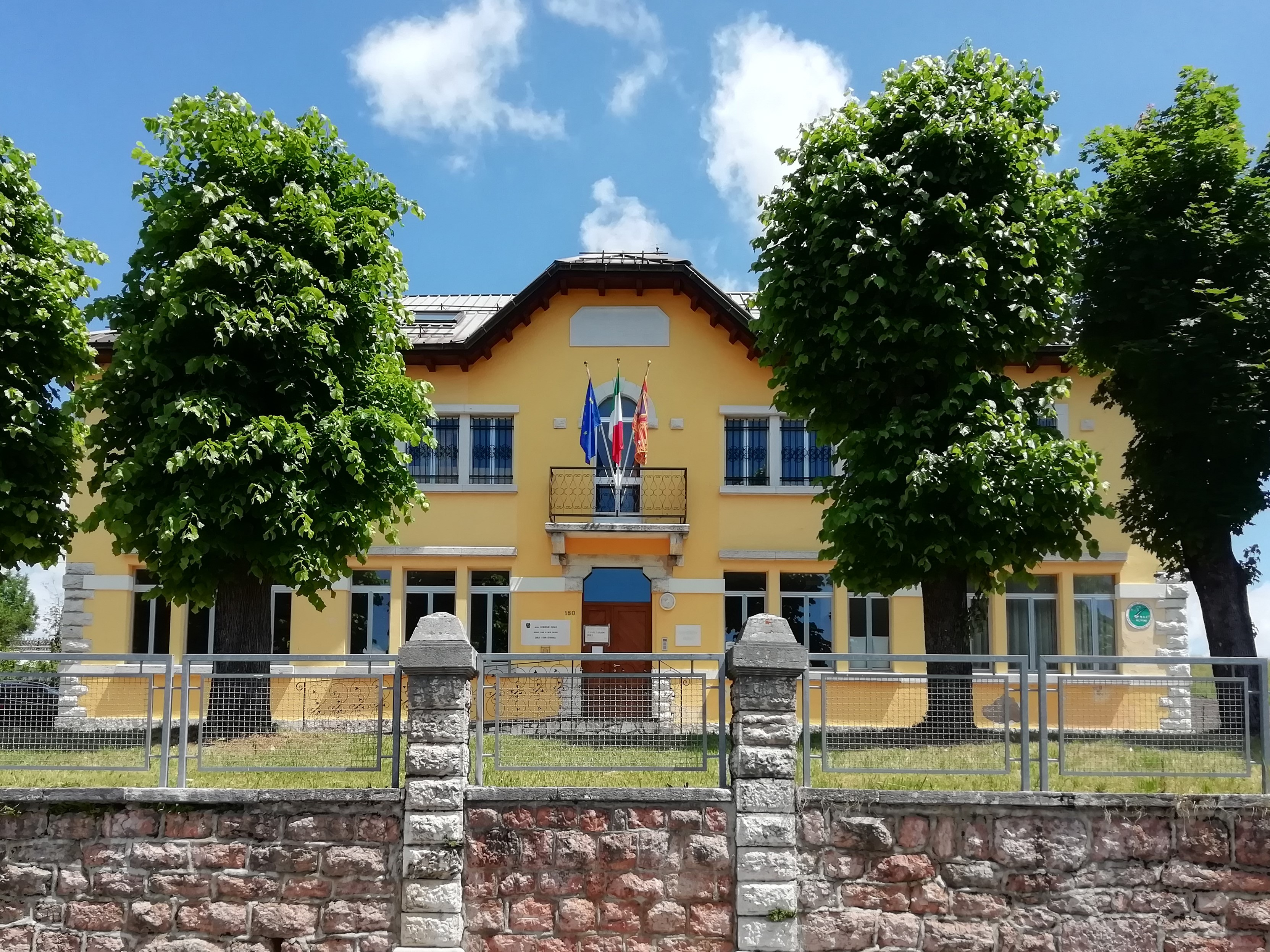
L'edificio che ospita il museo

A partire dalla metà degli anni novanta del Novecento, per concessione del comune di Roana, la collezione viene collocata nei locali dell'ex scuola elementare di Treschè Conca.

## Storia
Il Museo nasce alla fine degli anni sessanta del Novecento dopo alcuni ritrovamenti in Val d'Assa. Fondato nel 1998 raccoglie la collezione privata di Giancarlo e Stefano Rovini ed espone reperti della prima guerra mondiale rinvenuti sui campi di battagli dei monti Cengio, Lemerle, Mosciagh, Zebio, Fior, Ortigara e Pasubio, e lungo i fiumi Brenta, Piave ed Isonzo.

## Percorso espositivo
La collezione conserva una cospicua mole di materiali ed oggetti come ramponi e sci, baionette, fucili, pistole e proiettili; testimonianze della vita quotidiana in trincea come medaglie ed attestati, foto d'epoca, vestiti, cappelli così come protezioni individuali per il soldato quali elmetti, corazze e scudi, attrezzi di lavoro, utensili ed equipaggiamenti. Vi è anche una completa esposizione tipologica di bombe a mano. Sono esposti inoltre un sistema di puntamento per cannoni ed è visitabile la fedele ricostruzione d’ambiente di una baracca della Grande Guerra in scala reale.